# 하동군의회
하동군의회는 경상남도 하동군 지역을 관할하는 기초의회이다.